# 库曼人
库曼人，又称为克普恰克人、波罗维茨人（源于俄语词），是一支使用突厥语族语言的民族，主要活跃于10到13世纪。库曼人曾在突厥迁移的过程中与钦察人组成庞大的库曼-钦察邦联，活跃于邦联的西半部分:116。
库曼人的起源至今依旧不明，但他们很可能最早期生活在中亚一带。公元11世紀，庫曼人進行了第一次大規模遷徙。他們從南西伯利亞地區進入俄羅斯南部草原，並開始與周邊勢力發生密切接觸。其中就包括匈牙利、羅斯諸公國、拜占庭帝國和塞爾維亞等不同國度。他們擊敗原先的佩切涅格人，並迫使後者踏上前往匈牙利的道路。
13世纪蒙古西侵之后，不少库曼人逃到匈牙利王国寻求庇护。
库曼人与佩切涅格人有联系。他们主要居住在黑海以北至伏尔加河一带，过着游牧生活，文化体系繁杂；库曼人的战斗力相对较强，活跃期间始终维持对中世纪巴尔干半岛的影响力:13:116。
相当一部分库曼人最后迁移到黑海以西，在基辅罗斯、加利西亚－沃里尼亚王国、金帐汗国、格鲁吉亚王国、拜占庭帝国、拉丁帝国、尼西亚帝国、塞尔维亚王国、摩尔达维亚、瓦拉几亚，以及保加利亚第二帝国等国发挥政治影响力，后逐步与当地贵族融合:281。库曼人曾于第四次十字军以及保加利亚第二帝国的建立中扮演重要角色:50。
库曼人说的庫曼語是当代研究得最透彻的早期突厥语族语言之一，部分中世纪档案中对库曼语留有记录:186。

## 词源

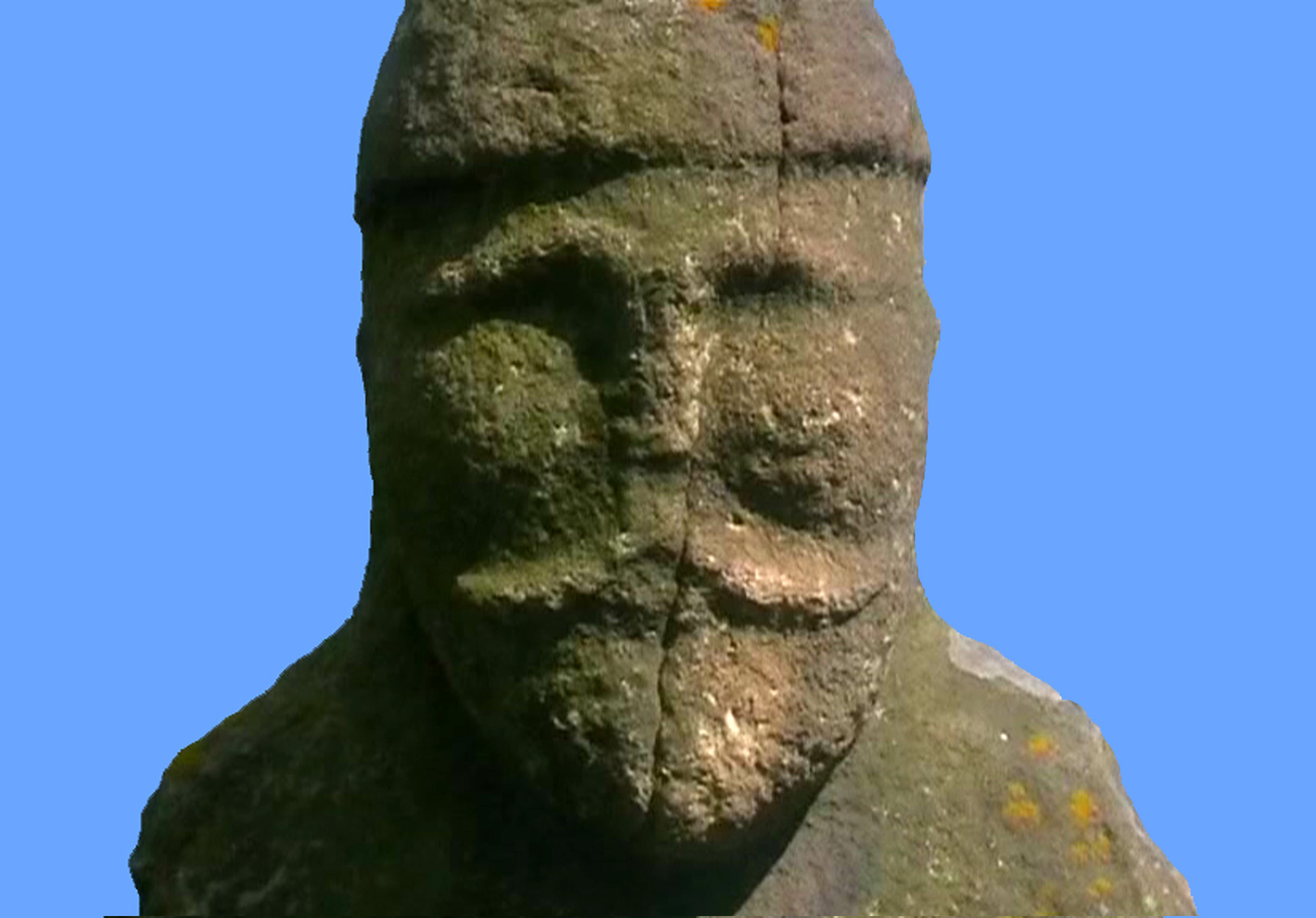
一尊12世纪的库曼人雕像

关于“库曼”（Cuman）这个词的来源尚不十分明确。在突厥语中qu、qun、qūn、quman，或qoman一类的词一般是指黄色系的颜色，所以一种通说认为库曼源于这些突厥语词，用来形容库曼人偏黄的头发。突厥学研究者伊姆雷·巴斯基（Imre Baski）认为，“库曼”这个词的来源有三种可能性：一是可能源于库曼人骑的马的颜色（库曼人的马一般是接近黄色的颜色）；二是可能源于一种被称为quman的小船；三是可能源于一个突厥语中意为“力量”之类的词语:6:51。
斯拉夫人将库曼人称为“波罗维茨人”，这个词是源于斯拉夫语词根，意为浅黄、淡金或苍白色:43。

## 历史

### 起源

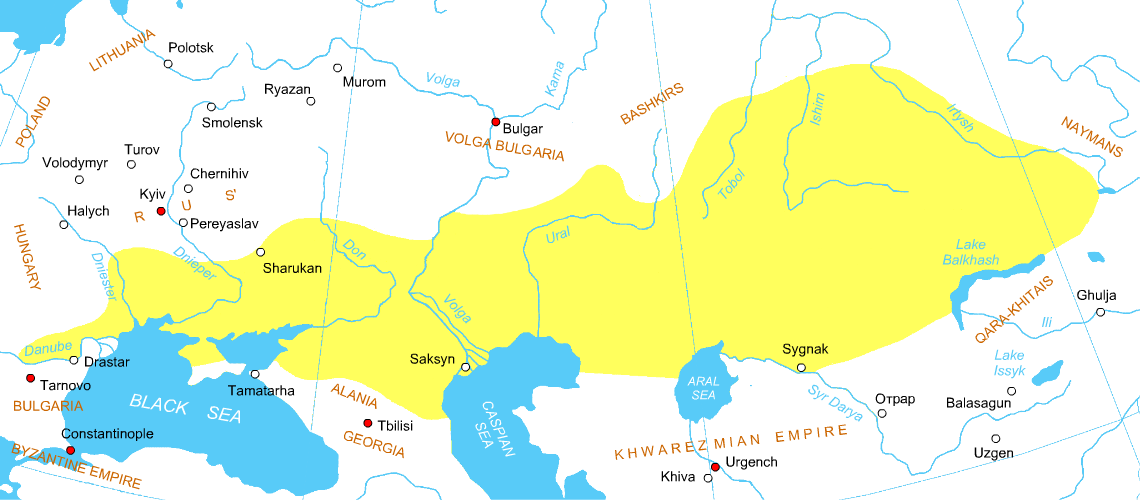
库曼-钦察邦联公元1200年时的疆域

学界目前尚未就库曼人的起源问题达成一致。一种说法认为库曼人就是突厥汗国的遗民钦察人的一支，分布较靠西的钦察人即为库曼人。但也有观点认为库曼人与钦察人是不同的两个部族。

### 崛起
以支持库曼人是钦察人一支的观点来看，库曼人最早于10世纪随钦察人自中亚侵入欧洲，在欧洲东部地区建立起被中世纪欧洲人称为“库曼汗国”的国家。1055年，库曼人进入基辅罗斯的公国之一佩列亚斯拉夫公国，与罗斯人相遇。基辅大公弗谢沃洛德一世·雅罗斯拉维奇当时与库曼人达成了协议，避免了双方的军事冲突。但是，到了1066年，库曼人派兵入侵佩列亚斯拉夫公国。以此为开端，库曼人与罗斯人断断续续进行了长达175年的战争，期间也有与一些罗斯人王公结盟的记录:116。
到12世纪时，库曼人也曾帮助俄罗斯的公国对抗匈牙利王国。在巴尔干半岛，库曼人与保加利亚人结盟对抗匈牙利人，在保加利亚第二帝国建立过程中扮演了重要的角色:24。

### 蒙古西侵、融入欧洲

一幅描述库曼人进入匈牙利的图画

經過了漫長的遷徙，庫曼聯盟的地盤也大為增漲。其勢力西起多瑙河流域，東到哈薩克斯坦境內的怛羅斯，幾乎占據了整個歐亞草原。由於沒有統一的聯盟君主，就只是按照血緣關係和文化認同來進行協調。由於其所在花剌子模、波斯、克里米亞、高加索地區和羅斯等貿易中轉站之間，庫曼語也一度成為了當時的國際通用語言。在局勢混亂的中世紀，跨越國家分布且具備武裝能力的庫曼人，就是草原商路的日常守護者。
至12世纪末，库曼人的势力已经到达摩尔达维亚、瓦拉几亚，以及特兰西瓦尼亚（大约位于现代罗马尼亚境内）。1221-1225年间，匈牙利国王安德烈二世邀请条顿骑士团与库曼人作战。不久以后，1227年，库曼人与匈牙利王国达成和平协议，库曼人获准进入匈牙利。随协议的达成，库曼人头领巴克（Barc）当年带领15,000名麾下库曼人领洗，皈依天主教。次年，第一个库曼人的主教区建立了起来。1235年，继任匈牙利国王的贝拉四世宣称自己是“库曼国王”，但实际上顶多只有很少一部分库曼人承认匈牙利对他们的宗主权:55。
13世纪的蒙古西侵使居住在欧洲东部的库曼人遭受严重打击，库曼人在两次蒙古西侵中都败给了蒙古人:44;77。1237年，匈牙利国王贝拉四世宣布给予库曼人庇护权，自此，许多库曼人都选择进入匈牙利定居，逐渐与当地人融合。另外，也有一部分库曼人选择承认蒙古人的宗主权，逐渐与蒙古人融合。还有一些库曼人最后逐渐融入了拜占庭帝国、保加利亚第二帝国等国家:58。

### 衰落

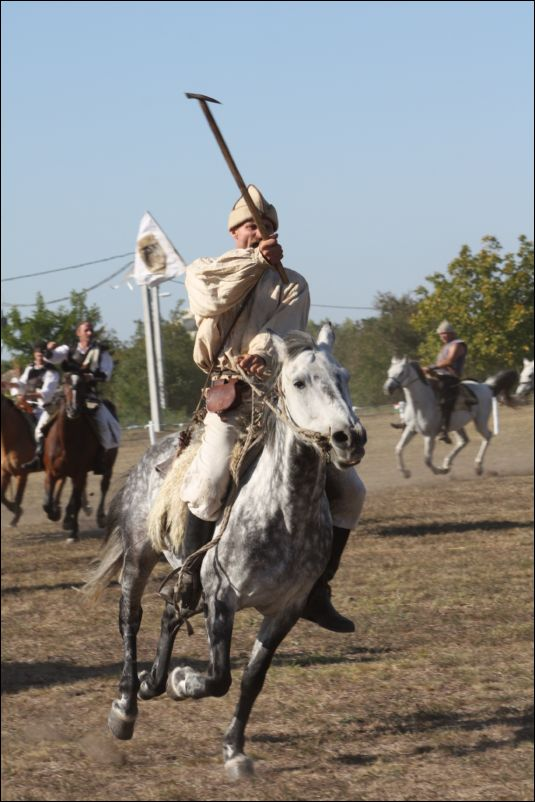
由现代人扮演的库曼人

库曼人在大土耳其战争中遭受严重损失，许多库曼人的聚居点都在战争中被奥斯曼帝国摧毁、大量库曼人于战火中丧生。18世纪初，库曼人丧失了拥有的特权。一些库曼人一度成为农奴，但之后他们又通过交纳赎金或提供兵役等方式重获自由人身份。截至今日，仍然有数万库曼人（亦有大约20万的推测）定居于匈牙利境内:173:72。

## 特征
库曼人的典型外貌是淡金色头发、蓝色瞳孔。传统上，库曼人过着游牧生活，后来在欧洲东部定居，过起定居生活。最初库曼人信仰萨满教、腾格里信仰。随库曼人融入欧洲的进程，一部分库曼人改信了基督宗教或伊斯兰教。

## 图集

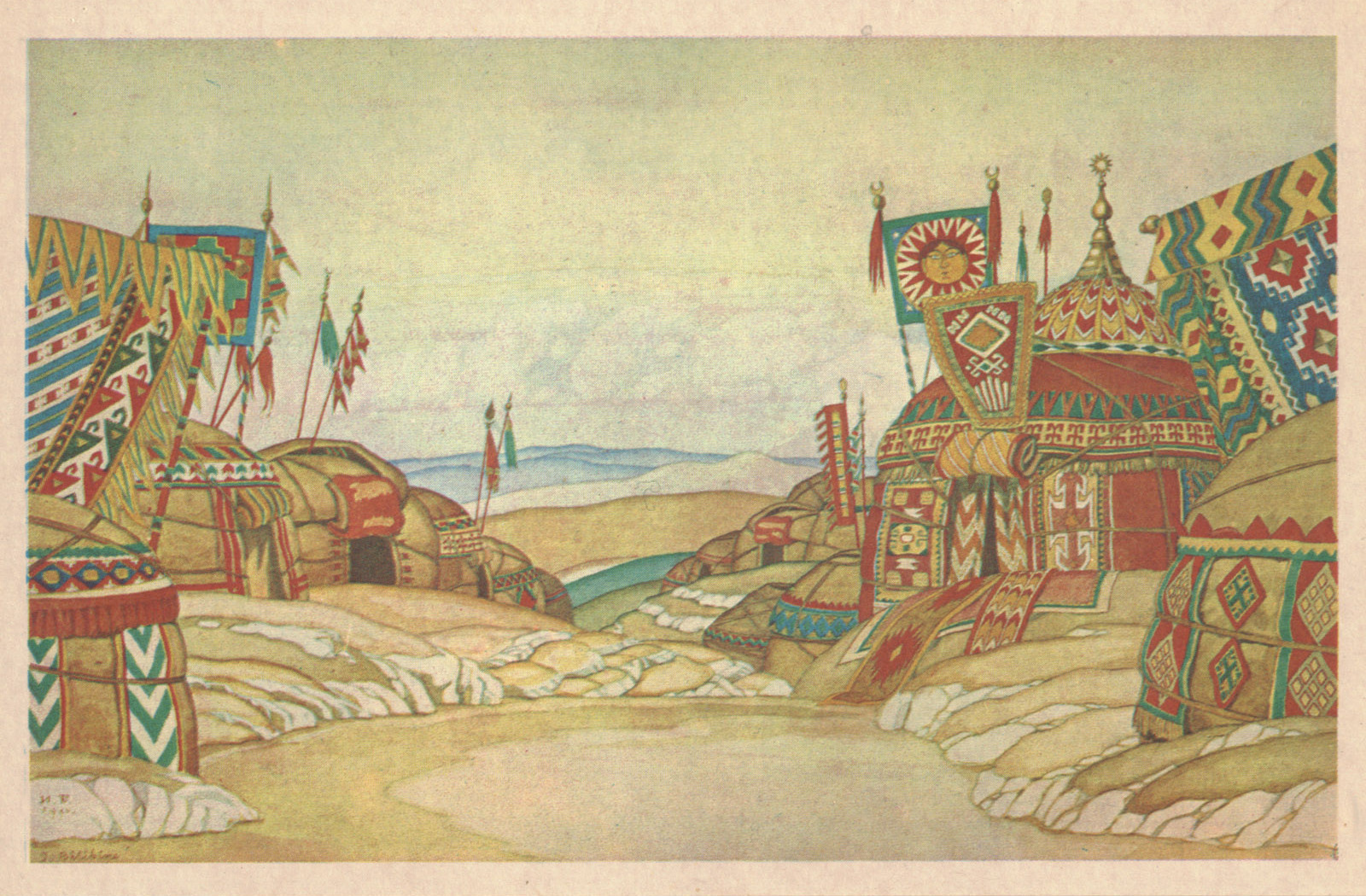
库曼人的帐篷
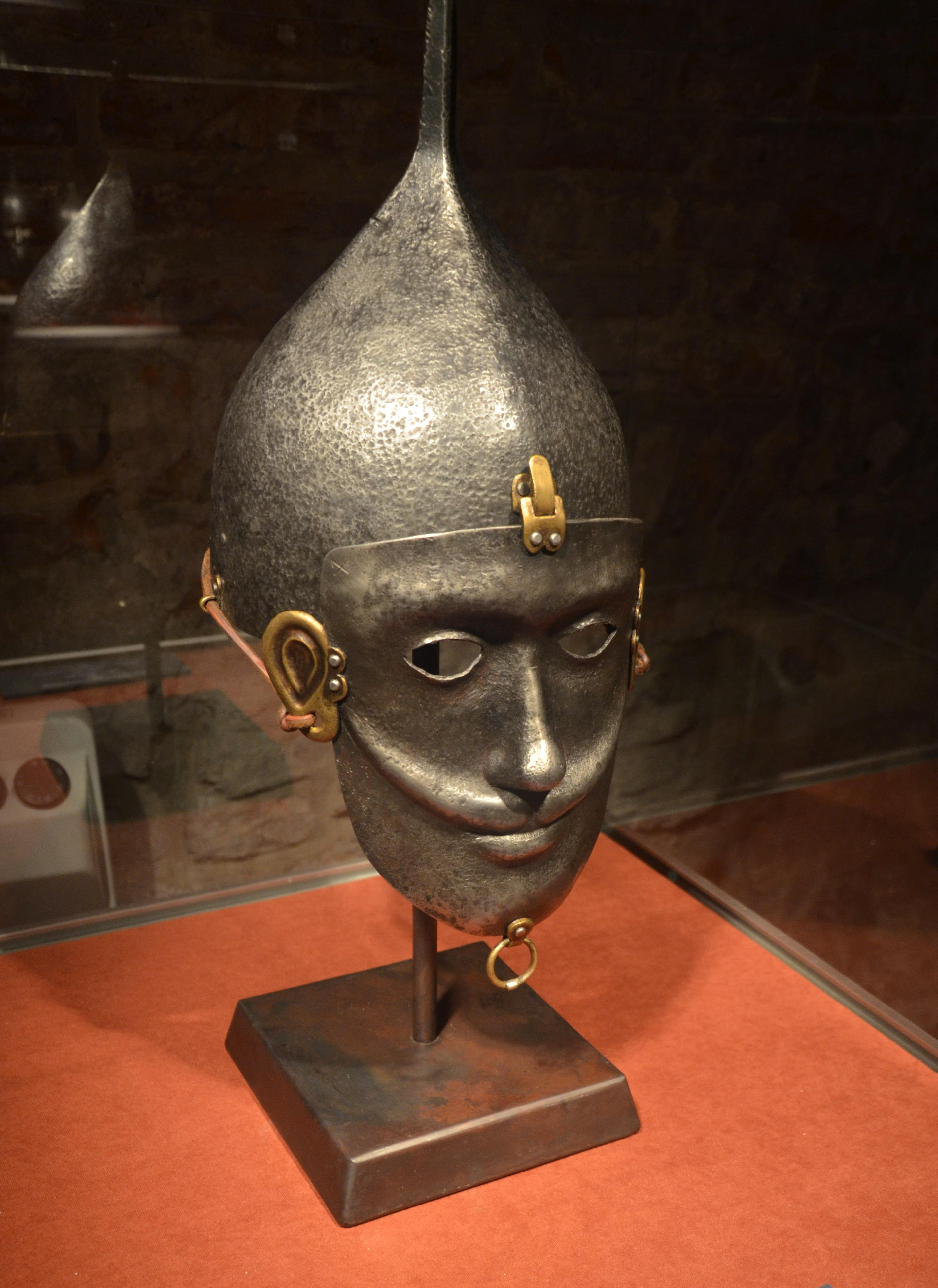
库曼人的作战面具
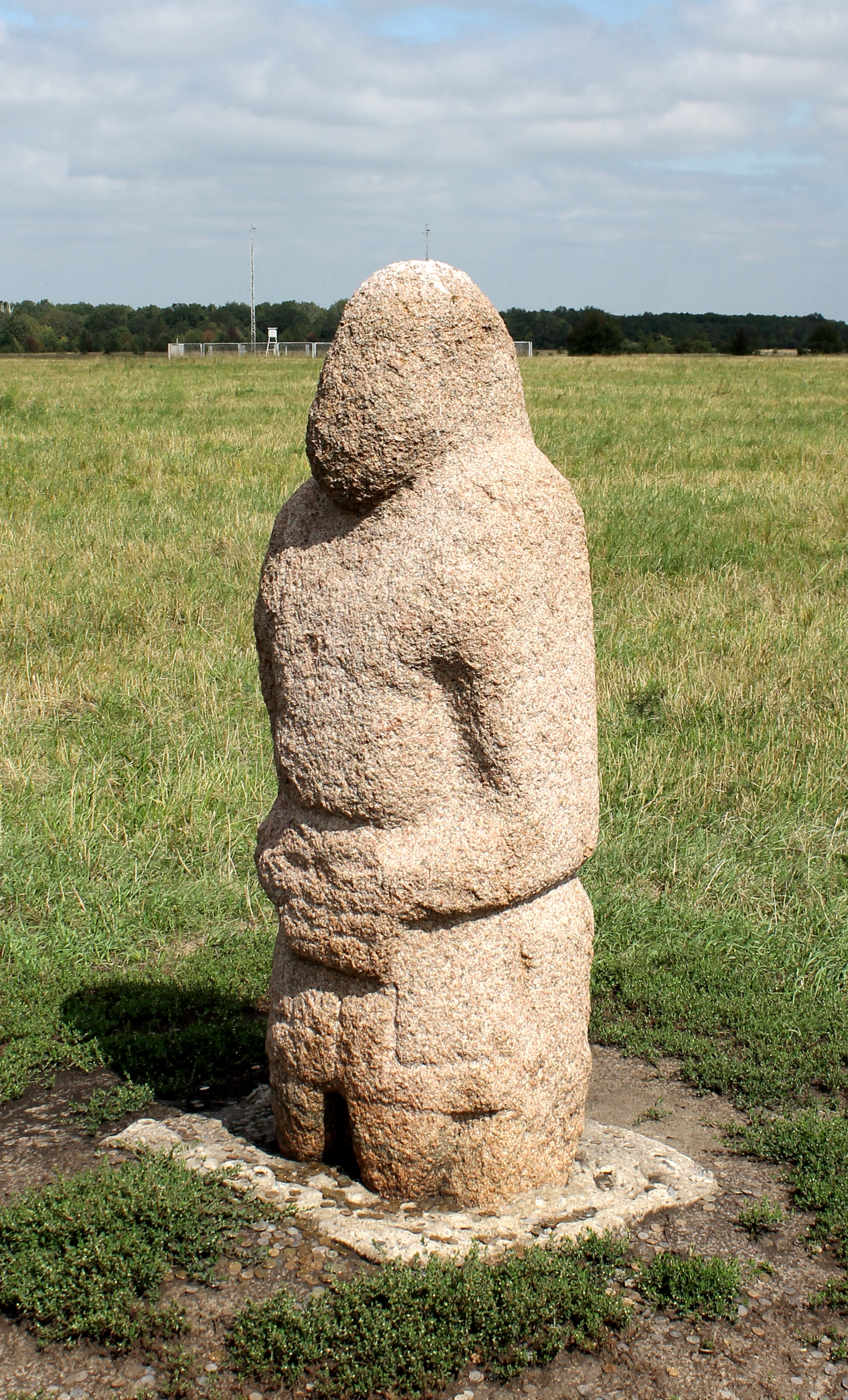
库曼人制作的雕像（一）
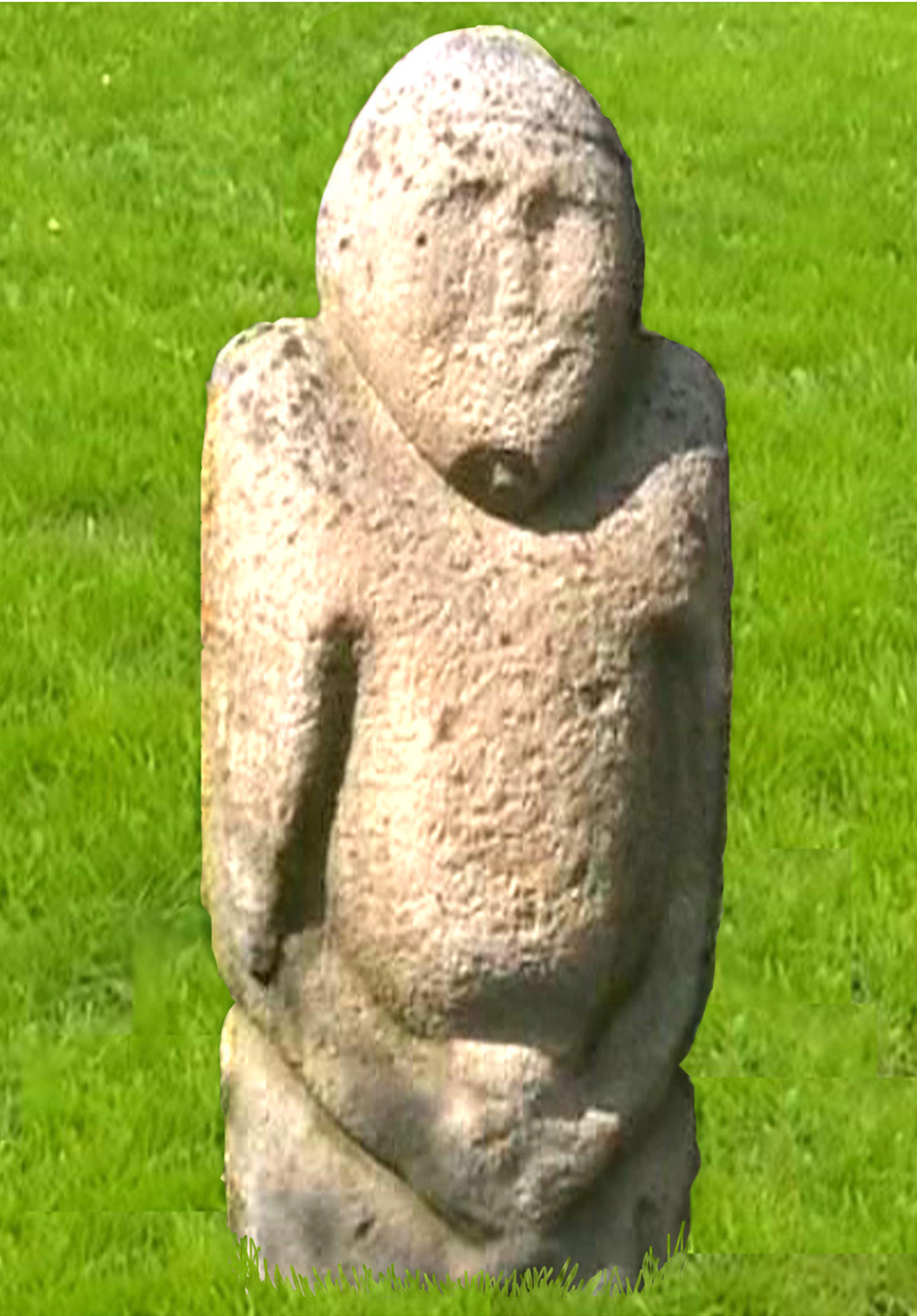
库曼人制作的雕像（二）
库曼人于匈牙利的定居点昆萨格（Kunság）的纹章